# بارانداره
بارانداره (به لاتین: Barandare) یک منطقهٔ مسکونی در سری‌لانکا است که در استان مرکزی (سری‌لانکا) واقع شده‌است.